# 포르쉐 파나메라
포르쉐 파나메라 (Porsche Panamera, 포르쉐 코드네임 970 또는 971)는 독일 포르쉐에서 2009년 4월에 출시한 5도어 고급 세단인 패스트백이다.

## 1세대(970)

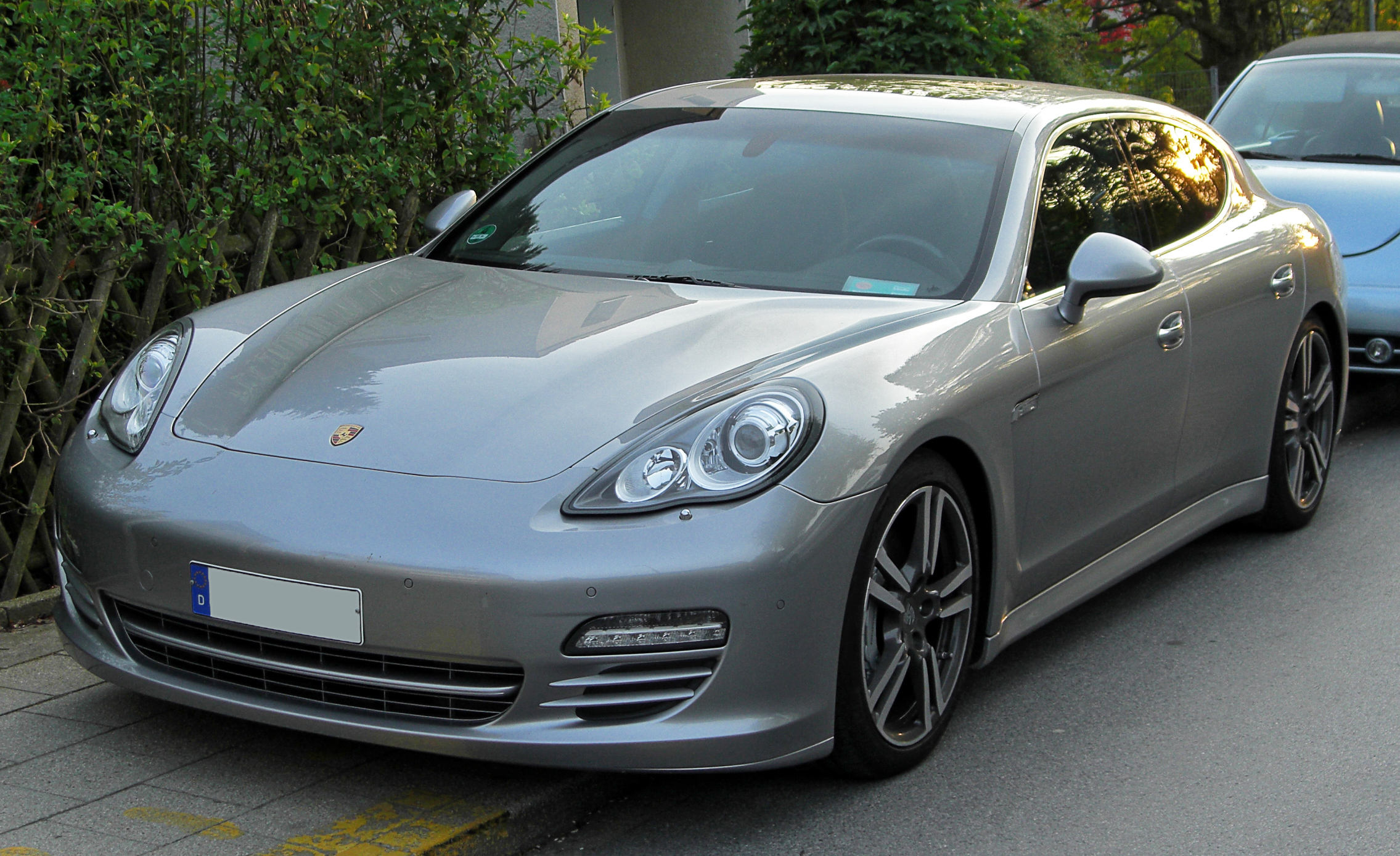

기존 다른 모델들과는 다르게 차 앞부분에 엔진을 장착했고, 후륜구동과 4륜구동으로 출시했다. 2009년 4월 중국 상하이에서 열린 13회 상하이 국제 모터쇼에서 처음으로 공개했다. 2013년에 페이스 리프트를 거치며 롱 휠베이스형인 이그제큐티브 트림이 추가됐다.

## 2세대(971)

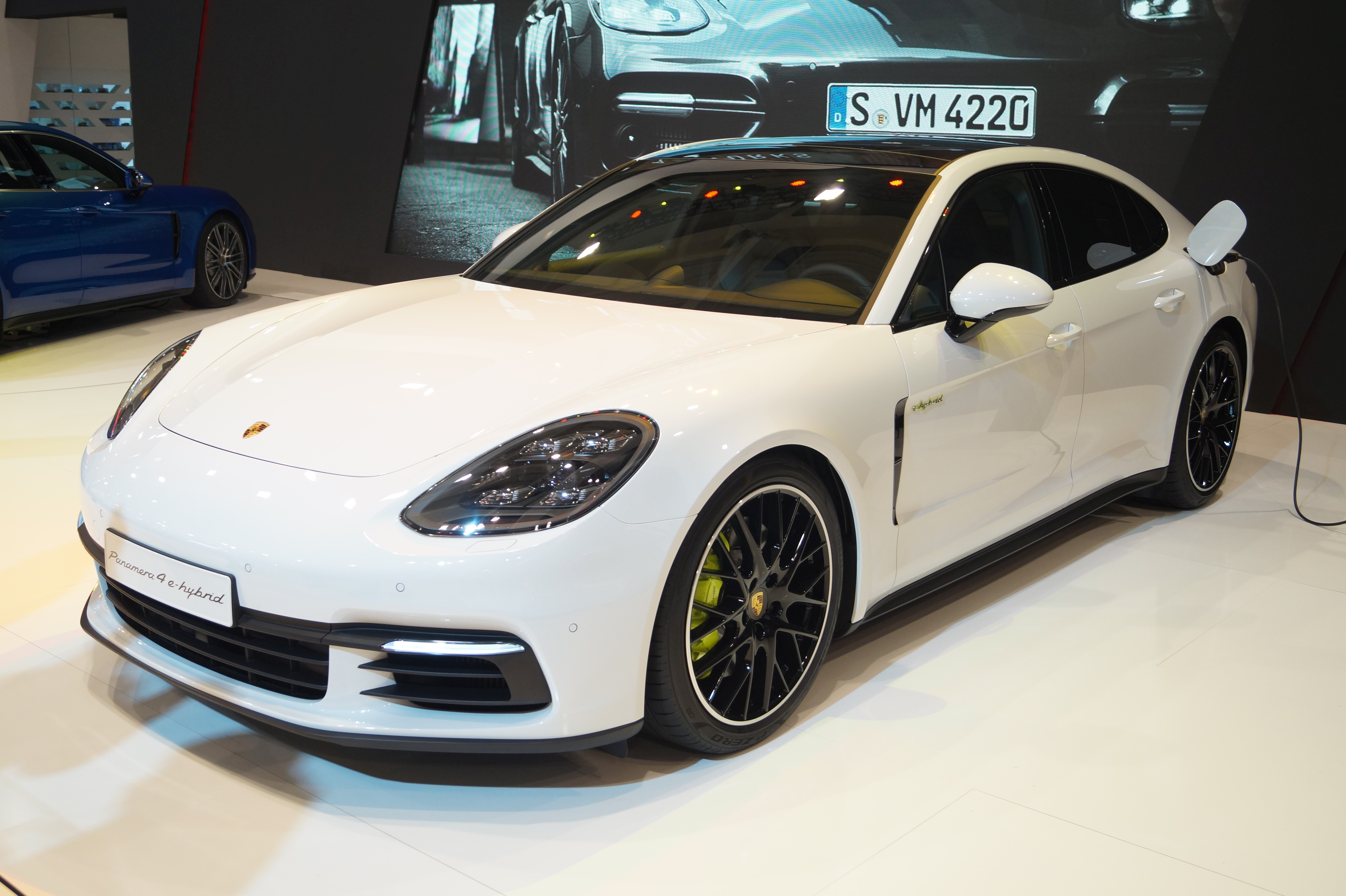

2016년 6월 28일 베를린에서 공개되었다. 2세대부터는 기본형만 후륜구동이고, 대부분의 라인업은 AWD이며 대한민국에는 AWD만 판매한다. 후륜조향 장치가 설치되었다.
디젤게이트 사건의 여파로 디젤 엔진은 나오지 않는다. 가솔린 엔진은 V6의 경우 초기에는 V6 3.0리터 가솔린 트윈터보를 이용하다가, 페이스리프트 때 V6 2.9리터 트윈터보 엔진으로 교체했다. 그 외에는 V8 4.0리터 가솔린 트윈터보 엔진이 있다.
2017년에는 스테이션 왜건형인 스포트 투리스모를 추가했다.
2020년에 페이스리프트하면서 액티브 크루즈 컨트롤을 추가했고, 신형 V6 2.9리터 가솔린 트윈터보 엔진이 등장했다. 이 때 자동변속기의 위치를 플로어 중앙에서 계기판과 센터 모니터 사이로 옮기고, 작은 레버식으로 바꿨다.

## 3세대(972)
2023년 11월 24일에 공개한 후, 2024년 3월에 정식 출시했다. 대한민국에는 2024년 4월 2일에 정식 출시하고, 동년 5월부터 인도한다. 2세대의 페이스리프트 모델처럼 자동변속기 레버는 계기판과 센터 모니터 사이에 있다.
2세대처럼 기본형 외에는 모든 라인업이 AWD며, 대한민국에는 2세대처럼 AWD만 판매한다. 따라서 대한민국에서 팔리는 파나메라의 기본형은 파나메라 4이고, 그 외에는 파나메라 4와 파나메라 터보의 플러그인 하이브리드(e-하이브리드)가 대한민국에서 판매된다. 플러그인 하이브리드는 연료주입구와 전기충전구를 리어 펜더에 양쪽으로 배치한다.
가솔린 터보 엔진은 2세대 후기형같이 V6 2.9리터 가솔린 트윈터보 엔진과 V8 4.0리터 가솔린 트윈터보 엔진이 장착되지만, V8 4.0리터 가솔린 트윈터보 엔진은 2세대와 달리 실린더 휴지 기능이 제외되고 트윈 스크롤에서 모노 스크롤로 변경됐다.
2세대에서 파생 모델로 추가했던 스포츠 투리스모는 나오지 않는다.

## 생산 과정
엔진은 슈투트가르트에서 조립하고, 자동차의 차체 생산과 도색 작업은 폭스바겐의 공장이 있는 하노버에서 하며, 마지막 조립 과정은 마칸과 함께 라이프치히 공장에서 마무리한다.

## 사진

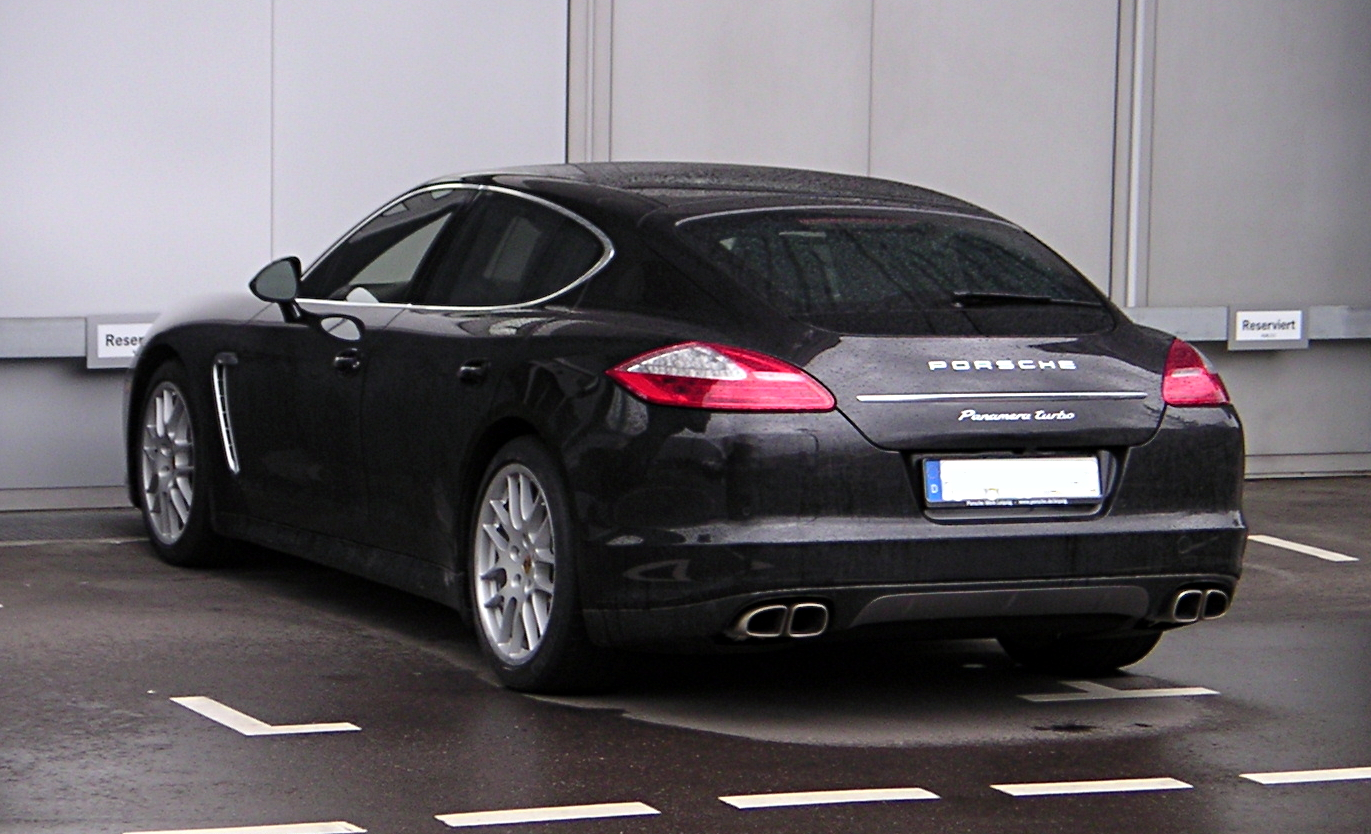
1세대 포르쉐 파나메라 터보 후면
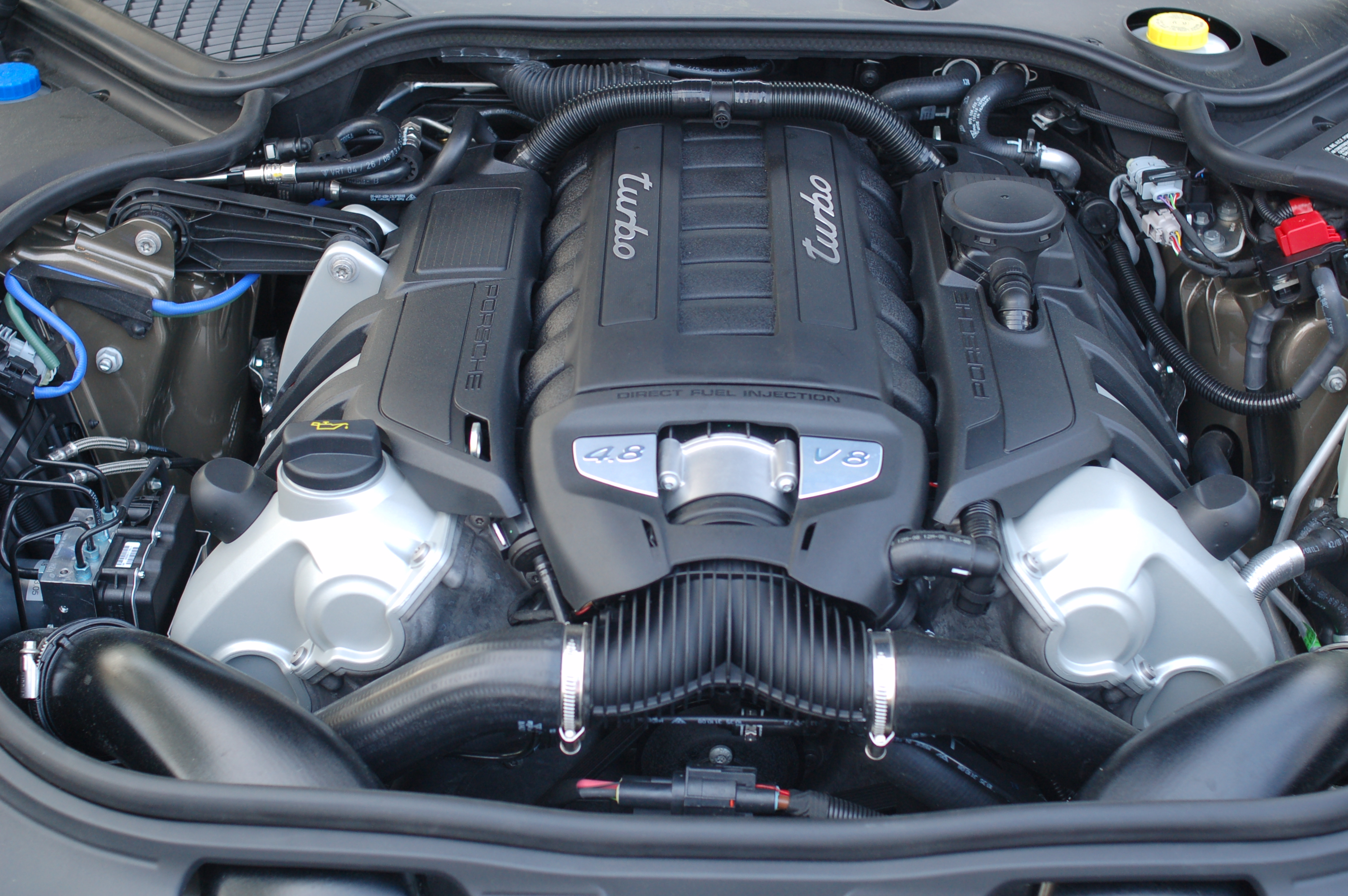
포르쉐 파나메라 터보 엔진
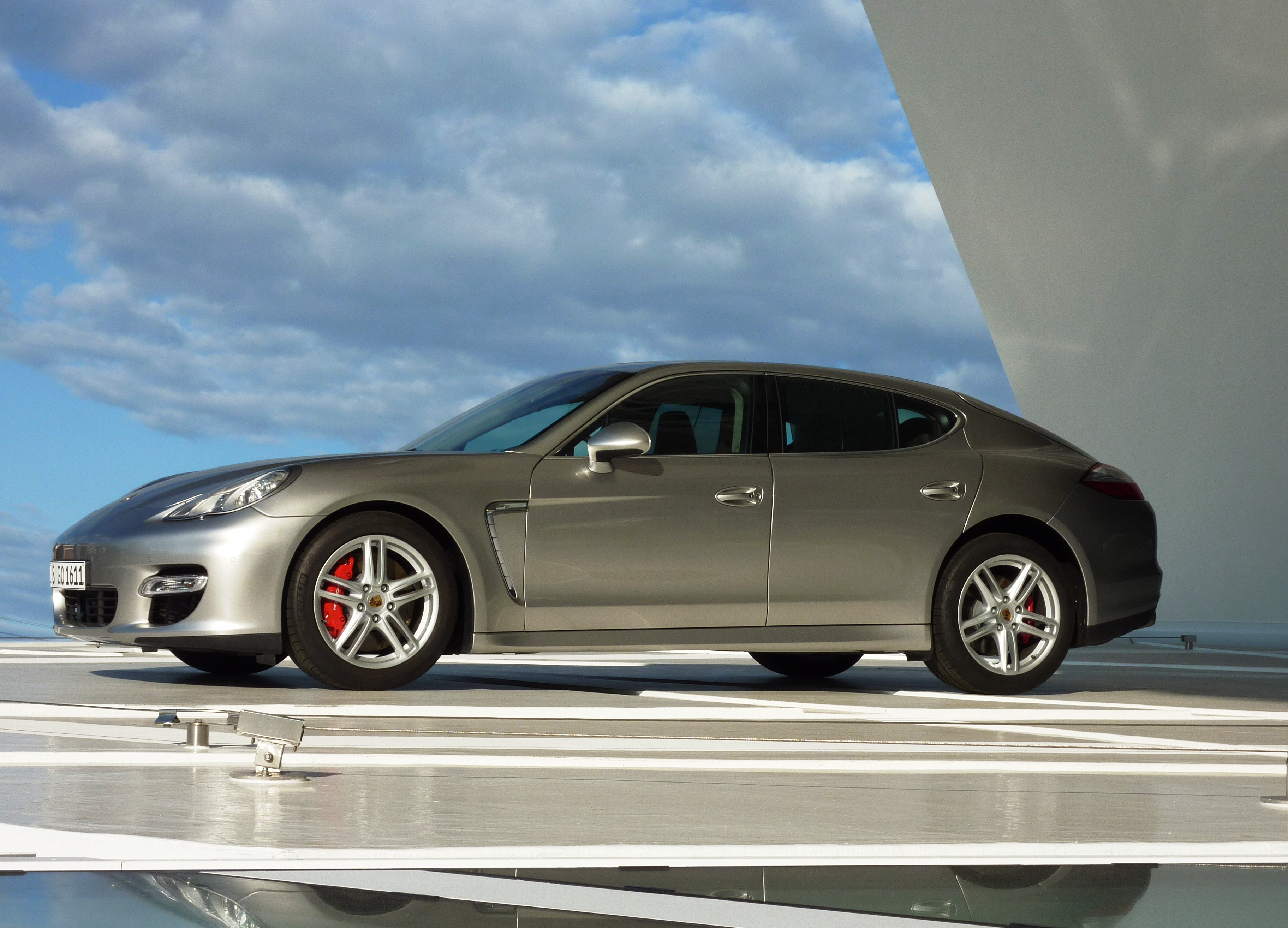
포르쉐 박물관에 전시 중인 1세대 파나메라